# Мухов, Рейнхольд
Рейнхольд Мухов (нем. Reinhold Muchow; 21 декабря 1905, Нойкёльн — 12 сентября 1933, Бахарах) — немецкий нацист, видный партийный организатор НСДАП, руководитель Национал-социалистической организации производственных ячеек (НСБО), руководящий функционер Германского трудового фронта. Был одним из ведущих активистов «левого нацизма», стоял на штрассеристских позициях, отстаивал профсоюзный характер НСБО. Погиб при невыясненных обстоятельствах вскоре после прихода к власти гитлеровской партии.

## Юность и взгляды
Родился в семье типографского рабочего-наборщика из Нойкёльна (в то время — самостоятельный город, с 1920 — район Берлина). Детство и юность провёл в материальной нужде. Окончил коммерческое училище. Был вольнослушателем в Берлинском университете.
Нойкёльн был пролетарским районом с сильным влиянием Компартии Германии (КПГ). Однако Рейнхольд Мухов придерживался совсем иных взглядов. С подросткового возраста он был немецким националистом. Пятнадцатилетним вступил в Немецкую социальную партию Рихарда Кунце — одну из организаций фёлькише, отличавшуюся воинствующим антисемитизмом. Состоял во фрайкоре Оберланд, откуда рекрутировались кадры Штурмовых отрядов (СА).

## Деятель НСДАП

### Партийный организатор
В декабре 1925 года Рейнхольд Мухов вступил в НСДАП. Был активным боевиком СА, участвовал в нападениях на евреев, в уличных драках с коммунистами и социал-демократами. Особенно крупным было столкновение 20 марта 1927 года: берлинские штурмовики по команде гауляйтера Геббельса атаковали членов Союза красных фронтовиков на железнодорожной станции в Лихтерфельде. Во время марша были устроены погромы во Фриденау и Шарлоттенбурге. Активный участник Мухов с гордостью отчитывался об избиении евреев и «крупнейшей битве».
Рейнхольд Мухов быстро выдвинулся в берлинской организации НСДАП. Геббельс назначил его заместителем руководителя нойкёльнского отделения НСДАП Вальтера Шумана. В ведении Мухова находились оргструктура и пропаганда. Отмечались заметные успехи в политическом и силовом противоборстве с КПГ. Организационная модель берлинской НСДАП получила название План Мухова — создание иерархии партийных ячеек на территориях и предприятиях. Организационные отчёты Мухова рассылались другим региональным организациям НСДАП как руководству к действию. 1 июля 1928 года он был назначен руководящим партийным организатором берлинской гау; План Мухова принят как общепартийная организационная стратегия. При этом отмечалось, что муховская оргструктура сознательно копировала КПГ. Политический стиль Мухова отличался жёсткой агрессивностью, демонстративным цинизмом и склонностью к романтической героизации силовых акций.
Вторая половина 1920-х была периодом внутреннего конфликта в НСДАП между «правыми традиционалистами» (Гитлер, Геринг, Фрик) и «левым крылом» (братья Штрассеры, Геббельс). Мухов примыкал к «левому нацизму», был активным штрассеристом, активистом «Рабочего содружества». Выступал за «превращение рабочих в правящий слой нового государства». При этом он оставался яростным антикоммунистом и антимарксистом, рабочий класс считал элементом националистического Фольксгемайншафт.
Идеология НСДАП отрицала классовую борьбу, партия выступала против профсоюзного движения. Однако «левые нацисты», расширяя партийное влияние в рабочей среде, добились согласия на профсоюзную деятельность. В берлинской организации Рейнхольд Мухов создал и возглавил Секретариат по рабочим делам. В конце 1927 года токарь Йоханнес Энгель организовал на берлинском заводе железнодорожного оборудования Knorr-Bremse AG первую национал-социалистическую производственную ячейку, получившую профсоюзный статус.

### Руководитель НСБО
8 марта 1931 года распоряжением Гитлера была учреждена всегерманская структура — Национал-социалистические производственные ячейки (НСБО). Во главе НСБО был поставлен Рейнхольд Мухов (его заместителем стал Вальтер Шуман). В 1932 году в центральном аппарате НСДАП был учреждён VI отдел, курирующий производственные ячейки. Руководителем отдела выступал Мухов, он же редактировал прессу НСБО.
Примерно за полтора года НСБО под руководством Мухова объединила свыше 100 тысяч рабочих и служащих. Нацистские профсоюзы сильно уступали Всеобщему объединению немецких профсоюзов (АДГБ), и Объединённой федерации христианских профсоюзов Германии (ГХГ). АДГБ, связанная с СДПГ, насчитывала почти 5 миллионов членов; ГХГ, ориентированная на католическую партию Центра — более 1 миллиона, либеральные гирш-дункеровские профсоюзы — почти 500 тысяч. Однако численность НСБО значительно превысила коммунистическую Революционную профсоюзную организацию (РПО, около 30 тысяч) и почти сравнялась с корпоративными «жёлтыми профсоюзами» (свыше 120 тысяч).
На предприятиях крупной индустрии НСБО не удалось серьёзно поколебать доминирование социал-демократических и католических профорганизаций. Однако Мухов повёл активную экспансию на средних и мелких производствах, довольно успешно конкурируя с либеральными и корпоративными профсоюзами. Именно за счёт этого сектора возрастала численность НСБО. По социальному положению большинство вступающих, несмотря на заметный приток рабочих, принадлежали к промышленным служащим.
В руководстве НСДАП не было единства относительно роли НСБО. «Правые традиционалисты» видели в организации исключительно центры нацистского идеологического влияния на производстве. «Левые штрассеристы», в том числе Мухов, считали НСБО нацистским профсоюзным объединением, противостоящим не только политическим противникам, но и буржуазному работодателю. На этой основе в партии возникали острые конфликты, в которых верх взяли традиционалисты. Рейнхольд Мухов подчинился общепартийным установкам.

### Функционер ДАФ
30 января 1933 года Гитлер был назначен рейхсканцлером, национал-социалисты пришли к власти. В начале мая была проведена принудительная унификация профсоюзов. АДГБ было ликвидировано, многие активисты репрессированы, помещения захвачены штурмовиками, средства и имущество присвоены нацистским государством. ГХГ, гирш-дункеровские и «жёлтые» профсоюзы выразили согласие подчиниться НСДАП. РПО была запрещена ранее. Численность НСБО, захвативших монопольные позиции, достигла 1,1 миллиона членов при 300 тысячах кандидатов. Рейнхольд Мухов активно участвовал в подавлении независимого профдвижения, захватах объектов АДГБ, а также антисемитских кампаниях.
Учреждённый 10 мая 1933 года Германский трудовой фронт (ДАФ) объединил работников и работодателей под эгидой партийного государства. Рейнхольд Мухов возглавил организационный аппарат ДАФ, вошёл в ближайшее окружение Роберта Лея. Относился к привилегированной группе «старых бойцов».
Первоначально ДАФ многое заимствовал из организационной и идеологической концепции НСБО. Мухову были предоставлены широкие полномочия в формировании фронта. Представители НСБО устанавливали контроль над бывшими структурами АДГБ и намеревались развивать профсоюзную активность. Владельцам предприятий иногда угрожали отправкой в концлагерь при невыполнении профсоюзных требований. Однако профсоюзное движение Германии перестало существовать. Традиционалисты жёстко одёрнули НСБО, обвинив организацию в «марксистских тенденциях» (некоторые активисты, особенно из примкнувших к НСБО бывших коммунистов и социал-демократов, были сами отправлены в концлагеря). Рейнхольд Мухов предпочёл занять лояльную позицию к гитлеровскому руководству. 5 августа 1933 года он прекратил дальнейший приём в НСБО.
В то же время Мухов продолжал отстаивать некоторые установки левонацистского и социалистического характера. Он пытался внедрять в ДАФ принципы НСБО. Продвигал активную социальную политику в промышленности, развитие системы социального страхования, увеличение заработков и отпусков, усиление охраны труда. Мухов выступал за создание в Германии корпоративного государства, подобного итальянскому фашизму, с прямым представительством корпораций в системе власти (что давало определённые возможности и для фашистских профсоюзов). Эта идея была решительно отвергнута гитлеровской верхушкой.

## Смерть
Рейнхольд Мухов погиб на встрече «старых бойцов» в Бахарахе менее чем через восемь месяцев после прихода нацистов к власти. Обстоятельства его гибели так и не были выяснены. Официально сообщалось о случайном выстреле нойкёльнского штурмовика Вилли Меллинга, тут же покончившего с собой «двумя выстрелами в голову». Периодически возникала версия гибели Мухова в автокатастрофе, но обычно рассматривалась как попытка нацистских партийных инстанций затемнить обстоятельства.
Похоронен Рейнхольд Мухов на Луизенштадтском кладбище в берлинском районе Кройцберг. Его именем был назван район в Айленбурге. Нацистские руководители выражали глубокую скорбь по поводу смерти Мухова. Однако исследователи полагают, что Мухов наверняка вступил бы в конфликт с социально-экономическим курсом Гитлера и был обречён на гибель в Ночь длинных ножей.